# George Merck

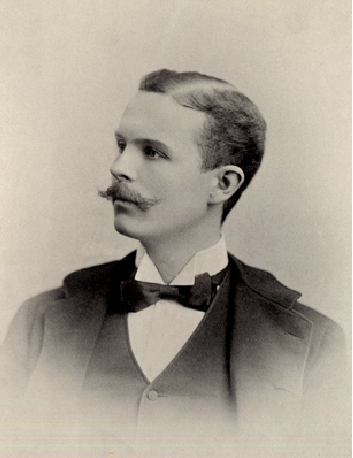
Georg(e) Merck

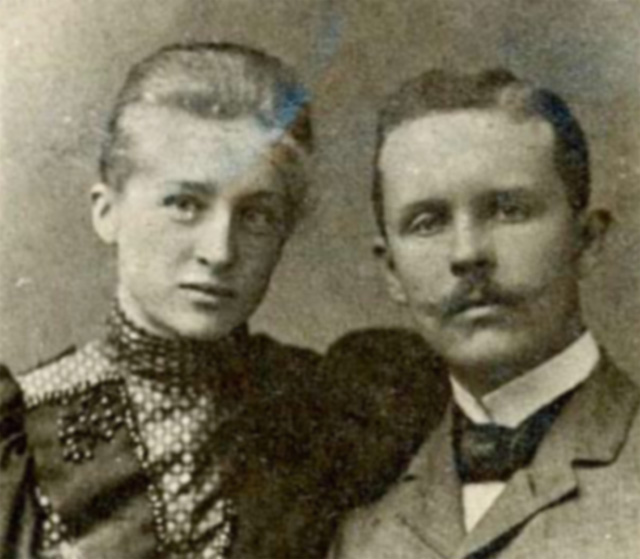
Frederike und Georg Merck Weihnachten 1898

George Friedrich Merck (* 15. August 1867 in Darmstadt als Georg Merck; † 21. Oktober 1926 in New Jersey) war ein deutsch-US-amerikanischer Unternehmer und Gründer von Merck & Co.

## Leben
Georg Merck war der jüngste von zwei Söhnen von Wilhelm Merck und dessen Frau, Caroline „Lina“, geborene Moller, (1841–1909) aus Darmstadt. Sein Großvater war Emanuel Merck, der Gründer der Geschäftssocietät E. Merck (heute Merck KGaA) in Darmstadt.
Georg machte eine dreijährige Lehre als Kaufmann in einer Drogengroßhandlung in Frankfurt am Main. Die Ausbildung setzte er in Frankreich, England, den Vereinigten Staaten und Kanada fort. 1889 wurde er am Unternehmen E. Merck beteiligt. Als man für die neu gegründete Tochtergesellschaft in den Vereinigten Staaten einen Statthalter vor Ort aus der Familie suchte, zog Georg Merck 1891 mit seiner Frau Frederike, geborene Schenck (1856–1943), nach New York und gründete dort die Handelsgesellschaft Merck & Co. 1902 nahm Georg Merck die US-amerikanische Staatsbürgerschaft an und änderte seinen Vornamen in George. Ein Jahr später begann das von ihm geführte Unternehmen mit der Produktion verschiedener Chemikalien und Arzneistoffe. Als 1917 die Vereinigten Staaten in den Ersten Weltkrieg eintraten, übergab George Merck dem Alien Property Custodian (dt. ‚Treuhänder für ausländisches Eigentum‘) 80 % der Anteile an Merck & Co., genau die Anteile, die von der im Feindesland befindlichen Geschäftssocietät E. Merck gehalten wurden. Seinen Anteil am Unternehmen behielt er. Damit endeten die Geschäftsbeziehungen der deutschen Muttergesellschaft mit ihrem US-Tochterunternehmen, das nun ab sofort ein unabhängiges und selbstständiges Unternehmen Merck & Co. wurde.
Der Alien Property Custodian verkaufte nach dem Krieg den 80-%-Anteil an Merck & Co. im Wert von 3 Millionen US-Dollar an eine Gruppe von Investoren, die Georg Merck nahestanden. Ein Treuhandabkommen wurde unterzeichnet, um einen möglichen Einfluss oder gar die Kontrolle durch die deutsche E. Merck auszuschließen. Georg Merck bekam so 1919 wieder die volle Kontrolle über das vollständig im öffentlichen Besitz befindliche Unternehmen.
Ein Jahr vor seinem Tod übergab er die Geschäftsleitung an seinen Sohn George W. Merck (1894–1957). Außer George W. hatte George Merck mit seiner Frau noch die Kinder Elsbeth (1895–1936), Linn (1897–1996), Olga (1902–1987) und Magda (1905–1974).